# Yssac-la-Tourette
 Yssac-la-Tourette  es una población y comuna francesa, situada en la región de Auvernia, departamento de Puy-de-Dôme, en el distrito de Riom y cantón de Combronde.

## Demografía
| 264 | 278 | 263 | 249 | 287 | 318 |
| Para los censos de 1962 a 1999 la población legal corresponde a la población sin duplicidades (Fuente: INSEE [Consultar]) |     |     |     |     |     |